# かんさい特集
かんさい特集（かんさいとくしゅう）は、NHK大阪放送局が2006年4月から2012年3月まで近畿地方2府4県の関西ローカルとして放送した単発特別番組枠である。

## 概要
近畿地方で最近話題になっている社会の諸問題をテーマにした討論番組やドキュメンタリー番組、大阪放送局製作のドラマ、近畿に関する全国放送番組の再構成版など、柔軟な編成で放送する。

## 主なレギュラー企画
- ふるさと歴史ウォーク（年数回。近畿地方各地の歴史や風土に触れる公開ウォーキングイベントの模様をハイライトで紹介する）
- 師匠直伝!芸人虎の穴（主に2010年度から月末に放送。西川きよしを司会に、若手漫才師・芸人にベテラン芸人がプロの芸を叩き込むバラエティ）
- こどもを守れ!キャンペーン（2011年度から展開するNHK関西ネットワークの児童福祉キャンペーン企画。虐待・いじめ・登校拒否といった児童・生徒を取り巻く現状を近畿地方向けのテレビ・ラジオのニュース・情報番組（「NHKニュースおはよう関西」、「ニューステラス関西」をはじめとする夕方18時台の府県域別ローカルニュースワイドや当番組の前に放送する『かんさい熱視線』なども含む）と連動して取材し、問題解決の糸口を探る）
- 音楽のごちそう なにわ歌謡ステージ（ナニワらいぶ館のリメーク版で、様々な音楽家のスタジオライブの模様を紹介する）
- NHKプロ野球（阪神タイガース、オリックス・バファローズに絡む試合を中心に。一部衛星第1とサイマル。デジタル012chでは18時から試合終了まで中継〔この前後の定時番組はデジタル011chのみで放送。当該試合が雨天中止の場合はマルチ編成も行わない〕）
- （各府県）の、これから（『日本の、これから』のローカル版）
- ナニワらいぶ館（『シブヤらいぶ館』の関西版。NHK大阪ホールで行われる公開音楽・演芸イベントの模様を紹介する）
- きよしとよしみの浪速ナイトショー（月1回。2009年いっぱいで終了）
- NHK上方漫才コンテスト（毎年3月上旬、近畿地方では当番組において生放送される）

## 放送時間
- 毎週金曜日20:00〜20:43（一部の回では19:30開始、この場合『かんさい熱視線』は休止となる）
2006年度は毎月1-2回程度の割りで放送していたが、2007年度からは東京制作の特別番組が放送されない限り毎週放送していた。
府県によって別番組差し替えになる場合もある。（特に神戸・奈良の2県に多い）
一部の回では福井放送局にネットされる場合もある。また、プロ野球については対戦相手の地元の放送局にネットされる場合もある。
- 再放送
2008年度は20時スタート分に関しては当該週日曜深夜=月曜未明0:20から1:05に再放送した[1]。2009年度は原則として放送された翌日の土曜日10:05-10:50で放送する[2]。
なお、再放送は45分枠しか取れないため、NHKプロ野球など75分枠で本放送される番組が行われた週の再放送は別の45分枠の番組に振り替えて放送する。NHK上方漫才コンテストについては、3月下旬か4月中にミッドナイトチャンネルの枠で全国放送され、それを持って再放送に代える場合がある[3]。

## 備考
- 2007年度までは、同時間に放送していた『アートエンターテインメント 迷宮美術館』を教育テレビで深夜に遅れ放送していた。他の地域ではこの時間にローカル番組が放送される場合、「迷宮美術館」は休止となったケースが多い中、振替編成は珍しいといえる。
- 2012年3月で終了し、以後は次のとおりに編成される。
  - こどもを守れ!キャンペーンは2012年度も継続するが、特集番組は主に19:30-19:55の『かんさい熱視線』で取り上げる（随時延長あり）。
  - 毎年3月のNHK上方漫才コンテスト決勝大会は独立した特番として継続（時間枠も3月第1・ないしは第2金曜19：30-20：45のまま）。
  - 紀行番組は「関西もっといい旅」と統合する形で当枠の後継番組として『えぇトコ』が20:00-20:45に放送される（最終週は除く）。
  - 音楽番組は同じく当枠の後継で毎月最終金曜20:00-20:45に『ふたりは最高♪大阪SHOW TIME』が放送される。
  - プロ野球中継は従来どおり随時編成（他の曜日にも、デジタル2<012>のみで放送する場合もある）。